# Kendal Williams
Kendal Williams (ur. 23 września 1995 w Jacksonville) – amerykański lekkoatleta specjalizujący się w biegach sprinterskich.
W 2014 został mistrzem świata juniorów w biegu na 100 metrów oraz sięgnął po złoto w sztafecie 4 × 100 metrów. Złoty medalista igrzysk panamerykańskich w Toronto w biegu rozstawnym (2015). Rok później zdobył dwa złote medale młodzieżowych mistrzostw NACAC.

## Osiągnięcia
| Rok  | Impreza                       | Miejsce      | Konkurencja                      | Pozycja    | Wynik   |
| ---- | ----------------------------- | ------------ | -------------------------------- | ---------- | ------- |
| 2014 | Mistrzostwa świata juniorów   | Eugene       | bieg na 100 metrów               | 1. miejsce | 10,21   |
| 2014 | Mistrzostwa świata juniorów   | Eugene       | bieg na 200 metrów               | półfinał   | 21,10   |
| 2014 | Mistrzostwa świata juniorów   | Eugene       | sztafeta 4 × 100 metrów          | 1. miejsce | 38,70   |
| 2015 | Igrzyska panamerykańskie      | Toronto      | sztafeta 4 × 100 metrów          | 1. miejsce | 38,27   |
| 2016 | Młodzieżowe mistrzostwa NACAC | San Salvador | bieg na 100 metrów               | 1. miejsce | 10,23   |
| 2016 | Młodzieżowe mistrzostwa NACAC | San Salvador | sztafeta 4 × 100 metrów          | 1. miejsce | 38,63   |
| 2018 | Mistrzostwa NACAC             | Toronto      | bieg na 100 metrów               | 2. miejsce | 10,11   |
| 2018 | Mistrzostwa NACAC             | Toronto      | sztafeta 4 × 100 metrów          | –          | DNF     |
| 2025 | World Athletics Relays        | Kanton       | sztafeta mieszana 4 × 100 metrów | eliminacje | 1:05,77 |

## Rekordy życiowe
- bieg na 60 metrów (hala) – 6,51 (2017)
- bieg na 100 metrów – 9,93 (2024) / 9,90w (2022)
- bieg na 200 metrów – 20,15 (2018) / 20,11w (2016)